# Уа-Хука
Уа-Хука (фр. Ua Huka) — один из островов в Северной группе Маркизских островов. Расположен в 42 км к востоку от острова Нуку-Хива. Площадь Уа-Хука — 83,4 км². Высшая точка — гора Хитикау (884 м). Мореплаватели в прошлом называли его остров Вашингтон (англ. Washington Island), остров Массачусетс (англ. Massachusetts Island), остров Солид (фр. Ile du Solide).

## География

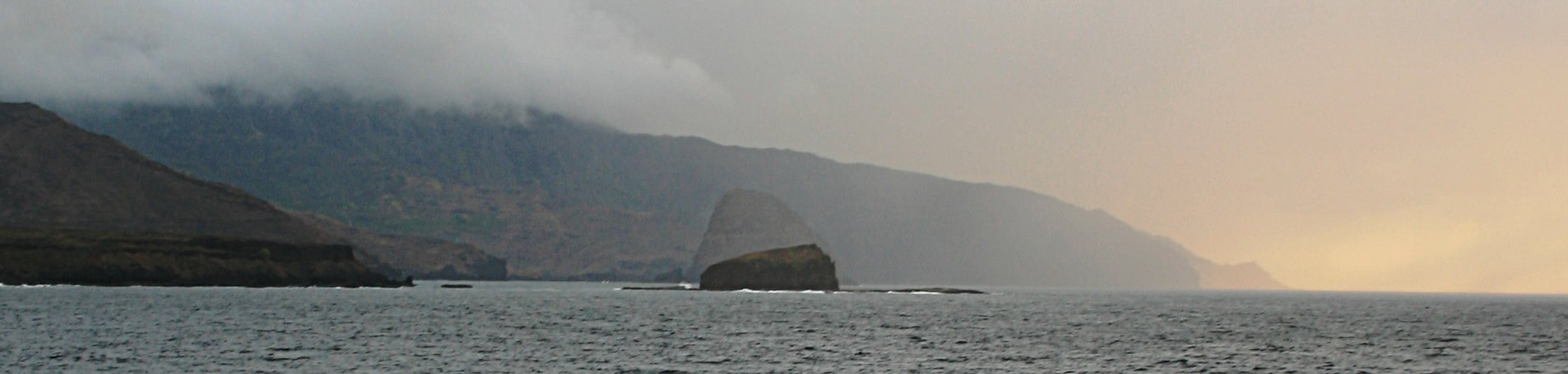
Южный берег острова

Остров имеет форму полумесяца с вогнутой частью в сторону юга. Центральную часть Уа-Хука занимает высокое плато, изрезанное множеством узких долин. Бо́льшая часть острова покрыта густой растительностью.

## История
В ходе археологических исследований в поселении Хане на острове Уа-Хука выяснилось, что он был первым островом во Французской Полинезии, заселённым полинезийцами. На Уа-Хука было также найдено множество каменных святилищ и ценных предметов, сделанных древними полинезийцами недалеко от поселений Ханаэи, Хотаку, Ваипаэ и Хиниаэхи. Остров был впервые открыт в 1791 году американцем капитаном Джозефом Ингрэмом (англ. Joseph Ingraham), который назвал Уа-Хука остров Вашингтон в честь американского президента.

## Административное деление
Остров Уа-Хука — коммуна, входящая в состав административного подразделения Маркизские острова.

## Население
Численность населения Уа-Хука в 2007 году составляла 571 человека, которые в основном проживали в деревнях Ваипаэ и Хане.

## Экономика
Основа экономики — производство копры. Основным занятием местных жителей является натуральное сельское хозяйство, охота на диких козлов. Развивается туризм. В 1972 году на острове был открыт единственный аэродром.